# Dachauer Moos

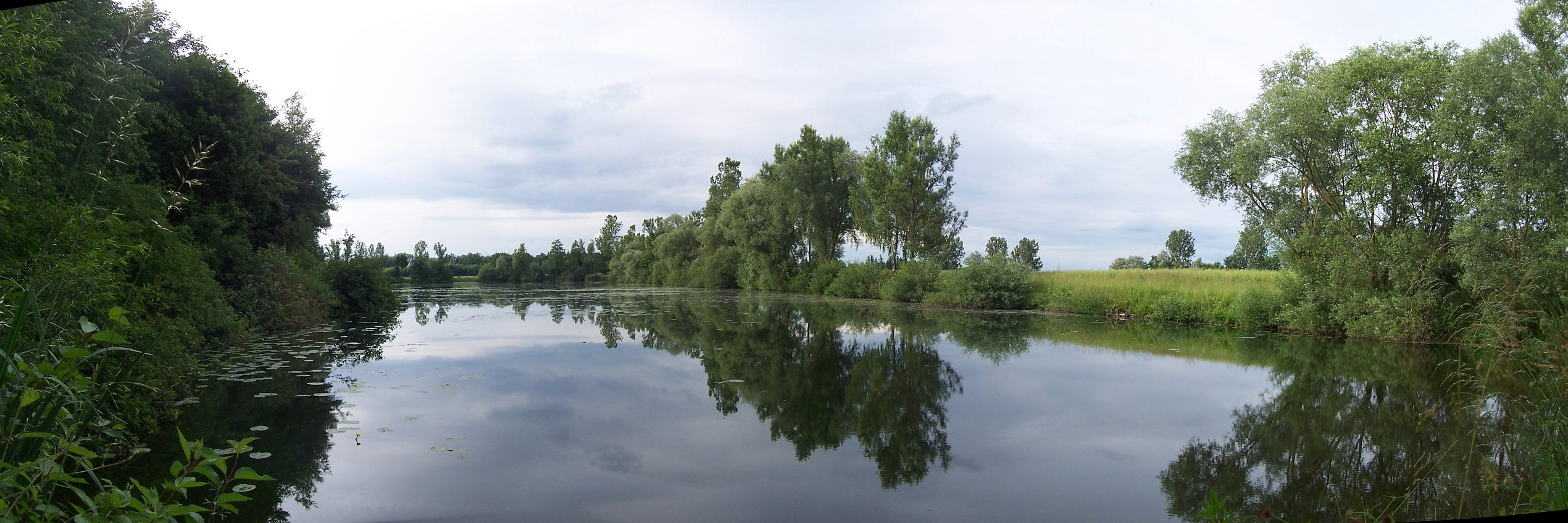
Kleiner See im Hebertshauser Moos nordöstlich von Dachau

Das Dachauer Moos liegt nördlich von München um Dachau und Karlsfeld. Es stellt eine Niedermoorlandschaft mit Streuwiesen, Kiefernwäldern, Bruchwäldern und Auen dar. Das Dachauer Moos ist Teil des Münchner Grüngürtels. Aufgrund der Artenvielfalt von Flora und Fauna gehören Teile zum Naturschutzprojekt Natura 2000 und ist somit ein Fauna-Flora-Habitat (FFH) als Schutzgebiet nach europäischem Recht.
Die Flächen der Gräben und Niedermoorreste werden heute mit ca. 306 ha Größe angegeben. Als heutiges Kerngebiet kann das Ried- und Hackermoos bei Badersfeld angesehen werden.
Das Niedermoorgebiet bildet eine Abgrenzung des nördlichen tertiären Donau-Isar-Hügellandes von der südlichen Münchner Schotterebene und wird vor allem von den Flussläufen der Maisach und der Amper durchzogen. Im Süden, von Allach über Oberschleißheim bis Eching, grenzen die trockenen Schotterzungen von Isar und Würm mit ihren trockenen Wäldern und Heideflächen an.
Ursprünglich dehnte sich diese Moorlandschaft von Germering und Maisach im Südwesten über Dachau bis nach Freising im Nordosten aus. Heute sind allerdings nur mehr Restbestände oder Moorinseln erhalten geblieben. Das Gebiet war ursprünglich für landwirtschaftliche Nutzung ungeeignet, jedoch ermöglichten im 19. Jahrhundert Entwässerungsmaßnahmen Landwirtschaft im kleinen Rahmen, die durch neue Anbaumethoden im 20. Jahrhundert erheblich intensiviert wurde. Landschaftsprägend ist auch das Nordmünchner Kanalsystem von Schloss Schleißheim und Schloss Dachau.

## Entstehung

### Erosion der Alpengletscher
In der späten Eiszeit vor ca. 10.000 Jahren schmolzen die Alpengletscher. Ihre gewaltigen Schmelzwasserströme rissen Gerölle mit sich und verfrachteten dieses Gesteinsmaterial bis an den Rand des tertiären Hügellandes. Diese Naturgewalt hinterließ, in mehreren Erosions- und Aufschotterungsphasen, die weite, nach Norden abfallende Schotterflächen im Münchner Norden. Unter dem Schotterkörper lagert der sogenannte Flinz, ein Bestandteil der Süßwassermolasse. Auf dieser wasserstauenden, abfallenden Schicht, fließt ein zehn bis fünfzehn Meter mächtiger Grundwasserstrom, ein sogenannter Grundwasserleiter. Am Nordrand der Schotterebene gelangte dieses Wasser an die Oberfläche und bildete ein Mosaik aus Quellen, Sümpfen und Bachläufen. Die Basis für eine Niedermoorbildung der folgenden Jahrtausende war geschaffen.

### Moorbildung
Die sich einstellende feuchtigkeitsliebende Vegetation, wie Schilf, andere Riedgewächse oder Moose, konnten nach ihrem Absterben in den wassergesättigten Böden nur teilweise zersetzt oder abgebaut werden. Abgestorbene Pflanzen reicherten sich als Torf an (circa ein Millimeter pro Jahr). Die Torfmächtigkeit erreichte ursprünglich im Süden des Dachauer Mooses 50 bis 200 Zentimeter, im Nordosten bis fünf Meter und mehr. Das Dachauer Moos entstand.

## Klima

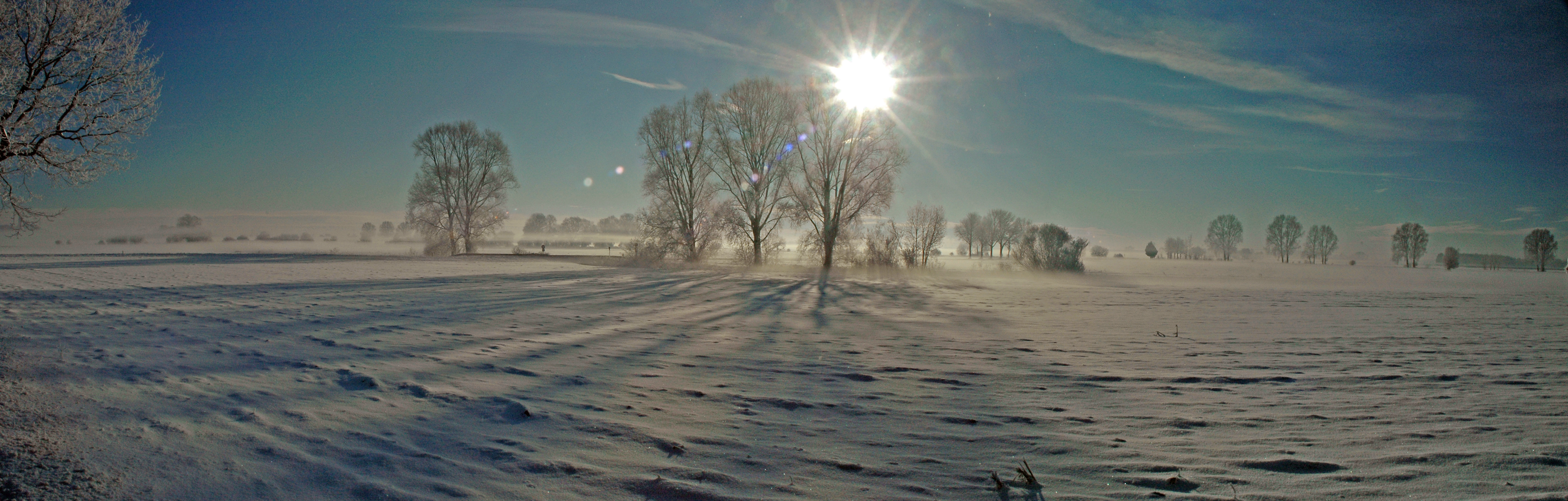
Winterstimmung im Dachauer Moos zwischen Amper und Maisach bei Bergkirchen

Das Klima entspricht bei einer so kleinen Fläche seiner Umgebung, es ist mild sowie allgemein warm und gemäßigt. „Cfb“ lautet die Köppen-Geiger-Klassifikation. Die Temperatur liegt in Dachau im Jahresdurchschnitt bei 8,1 °C. Jährlich fallen etwa 886 mm Niederschlag. Es gibt das ganze Jahr über deutliche Niederschläge. Selbst der trockenste Monat Februar weist mit durchschnittlich 48 mm noch hohe Niederschlagsmengen auf. Im Vergleich zum niederschlagsreichsten Monat Juni, mit durchschnittlich 118 mm Niederschlagsmenge, liegt die Differenz bei 70 mm. Die durchschnittlichen Temperaturen schwanken im Jahresverlauf um 19,1 °C zwischen dem wärmsten Monat Juli und dem kältesten Januar. Im Juli werden durchschnittliche Temperaturen von 17,5 °C erreicht. Im Januar liegt die durchschnittliche Temperatur bei −1,6 °C.
Dennoch gibt es eine spezifische Unterschiede zu den im Süden und Norden angrenzenden Gebieten. Aufgrund der Feuchte ist der oft anhaltende Bodennebel charakteristisch für das Moos und die Gewässerzonen. Die flachen, langsam fließenden Moosbäche und Entwässerungsgräben werden vom stetig gleich temperierten Grundwasser gespeist, frieren deshalb im Winter nur oberflächlich zu und erwärmen sich im Sommer sehr schnell. Beobachten kann man dies gut am Langwieder See, einem typischen Vertreter eines flachen Moorsees: Er zählt im Sommer zu den wärmsten Gewässern weit und breit.

## Geographische Einteilung
Das Dachauer Moos gliedert sich grob in das östliche und das westliche Dachauer Moos, die vom Siedlungsraum Dachau-Rothschwaige-Karlsfeld zerschnitten werden. Die beiden Teilgebiete sind weiter unterteilt, wobei sich die Flurnamen oftmals von Ort zu Ort unterscheiden. Hier sind die gebräuchlichsten großflächigen Einteilungen aufgelistet.
- westliches Dachauer Moos:

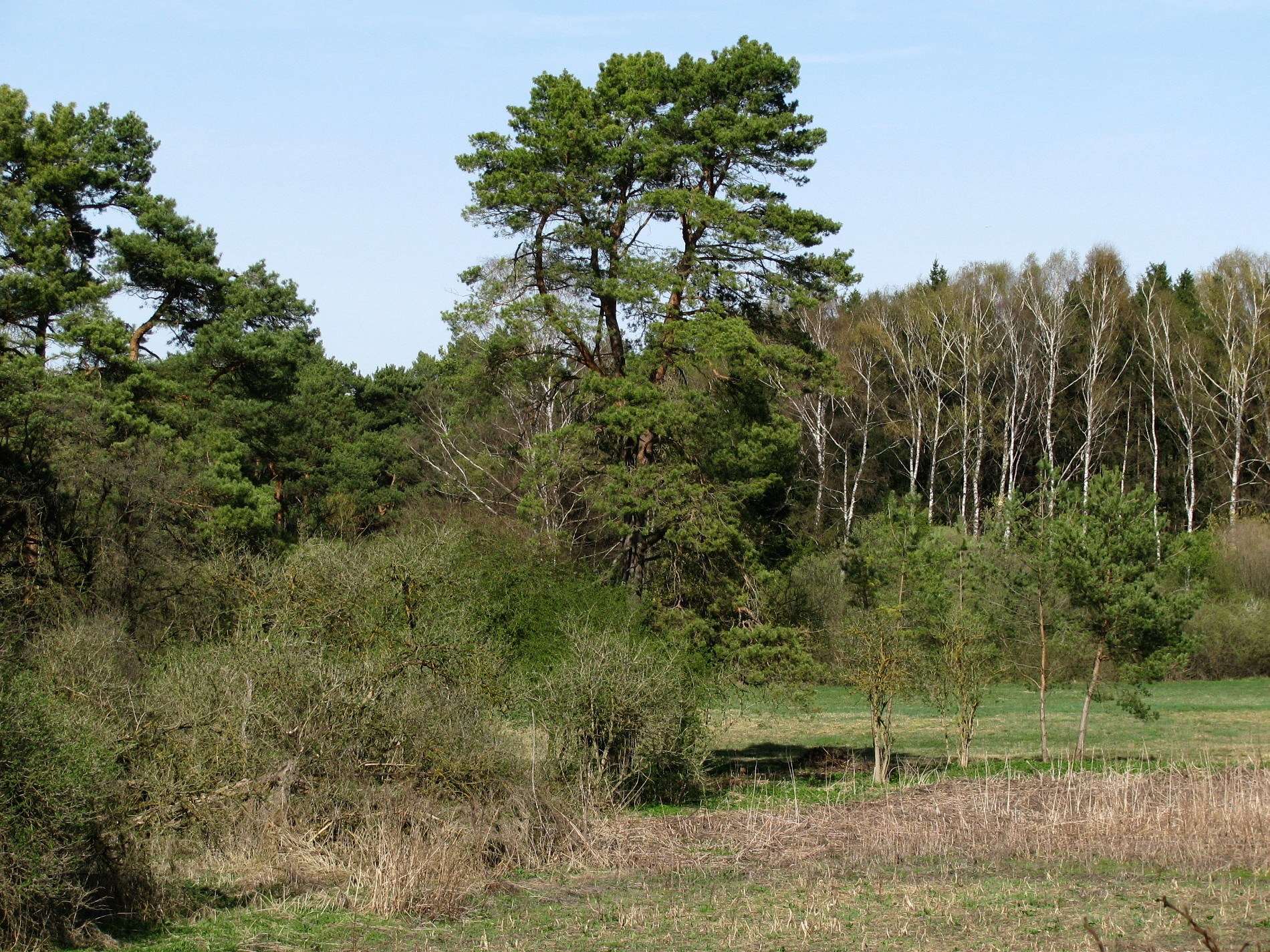
Naturschutzgebiet Schwarzhölzl am Rande des Dachauer Mooses

  - Langwieder Moos (westlich von Karlsfeld)
  - Graßlfinger Moos (zwischen Gröbenzell und Neuhimmelreich)
  - Bergkirchner Moos (zwischen Bergkirchen und Geiselbullach)
  - Palsweiser Moos (zwischen Palsweis und Bergkirchen-Lus, teilweise Landschaftsschutzgebiet)
  - Fußbergmoos (Kühmoos und Oberes Moos zwischen Bergkirchen und Maisach bzw. Überacker)
  - Aubinger Moos (nördlich von Aubing bis Langwied und Olching)
- östliches Dachauer Moos
  - Krenmoos (östlich von Karlsfeld, schließt das Naturschutzgebiet Schwarzhölzl mit ein)
  - Hebertshauser Moos (zwischen Hebertshausen, Dachau-Ost und Hackermoos)
  - Inhauser Moos (zwischen Haimhausen und Unterschleißheim)
  - Oberes Mösl (zwischen Neufahrn bei Freising und Massenhausen)

Nordöstlich geht es in das Freisinger Moos über, wobei dessen Zuordnung zum Dachauer Moos umstritten ist. Auf der rechten Seite der Isar schließt das Erdinger Moos an. Aber auch flussaufwärts der Maisach, nach Westen hin, schließen sich Moorflächen an: Die Mooswiesen zwischen Maisach und Mammendorf, die Moore Ostermoos, Nassenmoos bei Nassenhausen, das Rote Moos und das Haspelmoor bei Haspelmoor.
Das Dachauer Moos lässt sich gut in seinen einzelnen Abschnitten bewandern und wird vom Verein Dachauer Moos e. V. seit 1995 unterstützt.

## Landschaftsbild
Das Palsweiser Moos und das Fußbergmoos weisen Mooslandschaften mit kleinflächigen Feucht- und Moorwäldern, mit Birkenwäldchen als Pioniere durchsetzt, sowie mit Streuwiesen aus. Im Kontrast dazu steht das weithin ebene, offene Bergkirchener Moos mit intensiv genutzten Acker- und Grünlandflächen. Diese Bereiche des Mooses sind geprägt durch Maisach und Amper.
Das Schwarzhölzl und Teile des Eschenrieder Mooses ist durch archaische, lichtdurchlässige Kiefern- oder Moorbirken-Wälder in Kombination mit niedermoor-typischen Streu- und Feuchtwiesen gekennzeichnet.
Eschenrieder Moos oder das Aubinger Moos sind ausgestattet mit Renaturierungsflächen sowie neu angelegten Biotopen.
Während die Bereiche an der Maisach bis in Ufernähe landwirtschaftlich genutzt werden, wird die Amper von zahlreichen Auenwäldern gesäumt, die ohne erkennbare Grenze in das Moos übergehen. Die Landschaft ist von Mooskanälen durchzogen und Weide- bzw. Ackerland von Moos- oder Feldgehölzen unterbrochen. Zur Erschießung wurde zahlreiche Knüppeldämme oder Alleen angelegt, die oft lange, schnurgerade Achsen oder Sichtachsen bilden. Eine dieser typischen Achsen ist die Allacher Straße/Am Kurfürstenweg westlich und östlich von Eschenried. Eine weitere Achse ist die am Schleißheimer Kanal westlich und östlich des Obergrashofes.

## Seen
Infolge des Kiesabbaus für Siedlungs- und Verkehrswegebau in der Region München oder zur Renaturierung gibt es auch eine Reihe von Badeseen oder Weiher in diesem Landschaftsbild. Dazu zählen:
- Kiesseen (Gernlinden-Ost)
- Olchinger See (Olching)
- Kleiner Olchinger See (Olching)
- Eisolzrieder See (Eisolzried)
- Bergkirchener Kiesseen (Bergkirchen)
- Neuhimmelreicher Weiher (Neuhimmelreich)
- Graßlfinger Weiher (Graßlfing)
- Birkensee (Langwieder Seenplatte)
- Lußsee (Langwieder Seenplatte)
- Langwieder See (Langwieder Seenplatte)
- Kiesseen (Allach)
- Waldschwaigsee (Karlsfeld)
- Eichinger See (Karlsfeld)
- Schallweiher (Karlsfeld)
- Karlsfelder See (Karlsfeld)
- Würmmühlen See (Dachau)
- Südliche Kiesseen (Hebertshausen)
- Pfarrerwöhrseen (Hebertshausen)
- Heiglweiher (Haimhausen)
- Baggerseen (Obergrashof)
- Kiesseen (Mooshäusl)
- Regatta-Parksee (Feldmoching/Oberschleißheim)
- Ruderregattanlage (Feldmoching/Oberschleißheim)
- Feldmochinger See (Feldmoching)
- Fasaneriesee (Fasanerie)
- Unterschleißheimer See (Unterschleißheim)
- Hollerner See (Lohhof).

## Flora und Fauna

### Vegetation
Trotz der meist extensiven Nutzung weiter Flächen durch den Menschen, mit der Tendenz zu extrem strukturarmer Vegetation, und standortbedingter Besonderheiten konnte sich eine sehr vielfältige Vegetation erhalten. Durch Landschaftsschutzmaßnahmen konnte in den letzten Jahrzehnten die Artenvielfalt wieder gesteigert werden.
Bis heute finden sich in ehemals weit verbreiteten Streu- und Feuchtwiesen Pflanzen wie Knollige Kratzdistel, Sumpf-Siegwurz, Preußisches Laserkraut, Duft-Lauch, Schwarzes Kopfried, Hohes Veilchen, Mehlige Schlüsselblume (Mehlprimel), Gelbe Spargelerbse oder Echtes Skorpionsmoos, die bestimmte Pflanzengesellschaften der Niedermoore kennzeichnen. Das Tiefblutrote Knabenkraut, eine heimische Orchidee, hat hier bayernweit bedeutsame Bestände.
Natürlicherweise, insbesondere in den Auenwäldern und entlang der Flüsse, gibt es eine Reihe zu zugewanderten Pflanzenarten oder als Futterpflanzen angesiedelt, wie das Riesen-Bärenklau, Drüsiges Springkraut und andere Neophyten, die teilweise heimische Arten bedrohen oder verdrängen. Auf den eher feuchten Standorten findet sich Zungen-Hahnenfuß, der Gefleckte Schierling, die Binsenschneide sowie die Stumpfblättrige Binse. Diese Arten zählten zu den Röhricht-Brennnessel-Arten, Großseggenriede und Staudenfluren, welche vornehmlich entlang dieser Gewässer anzutreffen sind. Für die Weichholz-Auenwälder entlang der Amper sind große Weiden typisch. Diese Weiden, wie Reif- oder Lavendel-Weiden, stehen zumeist auf Kiesböden in Uferhähe. Sie können sich gut an einen dynamischen Lebensraum, der durch Überflutung und Verfrachtung gekennzeichnet ist, anpassen.
Das Moos bietet jedoch auch trockenere Standorte. Auf den Brennen- und Schotterheiden, die die Amper im Lauf der Jahrtausende entlang ihrer Ufer als Geröllzungen bzw. Flussbettstabilisierung aufgeschüttet hat. Auf diesen Flächen, die sich kaum merklich über das Niveau des Niedermoores erheben wachsen durch turnusmäßiges Mähen artenreiche Wiesen und Magerrasen mit zahlreichen Pflanzenvertretern. Vertreter sind beispielsweise Magerwiesen-Margerite, Wiesen-Flockenblume, Klappertopf oder Ochsenauge, aber auch die sehr seltene Labkraut-Wiesenraute, den Kiel-Lauch oder den Frühlings-Enzian.
Einige wenig nährstoffbelastete Moosbäche und Gräben in den höheren Moosflächen bzw. in Quellnähe, beherbergen den Kriechenden Sellerie oder das Gefärbte Laichkraut, letzteres hier mit bayernweit bedeutsamen Vorkommen.
Die lichten Moorwälder, mit ihren dominanten Birken oder Kiefern, abseits der Flüsse sind Lebensraum für weitere spezifische Arten. So finden sich sehr alte Pflanzen aus der Eiszeit, die sensibel auf Grundwasserspiegel oder Verschattung reagieren. Dies sind die tiefviolette Sibirische Schwertlilie, die kleinwüchsige Kriech-Weide und die kleine Strauch-Birke.
Die Wiesenflächen werden als Futterwiesen genutzt. Teilweise werden auch Schafsherden über die Flächen zur Abgrasung getrieben.

### Fauna
Tiere, zumal größere Tiere haben es bedingt durch die Konkurrenz zur landwirtschaftlichen Nutzung und durch die Kleinteiligkeit der Flächen schwer in diesen Lebensraum. Unmittelbaren Einfluss auf die Landschaftsgestalt nimmt der Biber. Er wurde in den letzten Jahren wieder heimisch gemacht und hat keine natürlichen Feinde. Überstaute Auwiesen und Feuchtwälder deuten auf seine Aktivitäten hin, aber auch Totholz. Sie sind Ausdruck einer Renaturierung und bieten zahlreichen anderen Tier- und Pflanzenarten neue Lebensräume.
Die Kreuzotter zählt auch zu den moortypischen, Feuchtgebiete bevorzugenden Bewohnern. Sie hat sich in zahlreichen Teilbereichen des Dachauer Mooses gut gehalten.
Natürlich ist das Moos ein vitaler Lebensraum für zahlreiche Vogel- und Insektenarten. Typische Vertreter sind der Kiebitz oder der Grauspecht, aber auch viele andere Arten. Auf den Wiesenflächen treffen wir auch auf vagabundierende Reiherkolonien.
Die Milde der Temperaturen über das Jahr gesehen, sowie die Feuchte, bilden ideale Bedingungen für eine Vielfalt von Insekten, die Lebensgrundlage für Vögel sind. Im Sommer kommt es oft zu Mückenplagen. Es finden sich aber auch viele Libellenarten, die mit ihren gewaltigen Körpern und beachtlichen Flügeln immer wieder auffallen. Zu diesen Arten zählen der Kleine Blaupfeil und die Kleine Zangenlibelle. Die Helm-Azurjungfer hat im Dachauer Moos ihr bayernweit größtes Vorkommen. Auch zahlreiche Tagfalterarten finden sich, darunter der Dunkle Wiesenknopf-Ameisenbläuling, der Randring-Perlmuttfalter, der Baldrian-Scheckenfalter oder der Magerrasen-Perlmuttfalter.

## Nutzung

### Bis ins 18. Jahrhundert
Die feuchte Niedermoorlandschaft bot in ihrer ursprünglichen Form recht ungünstige Voraussetzungen für landwirtschaftliche Nutzung oder Besiedlung. Deshalb blieb die Ursprünglichkeit und Wildheit dieser Landschaft lange erhalten. Die archaische Landschaft bot Lebensraum für eine Fülle seltener Tier- und Pflanzenarten. Fürsten oder Wilderer nutzten das Moos als Jagdrevier, Ganoven wie der Räuber Kneißl als Zuflucht vor dem Zugriff der Polizei und ebenso als Jagdrevier. Nur wenige Bauern lebten hier auf karger Scholle in einfachen Häusern, die mehr Hütten als Häuser waren. Die Bauern auf den höher gelegenen Flächen des Hügellandes nannten sie abschätzig „die Moosler“.

### Ab dem späten 18. Jahrhundert
Erst gegen Ende des 18. Jahrhunderts setzte nach und nach eine planmäßige Moorkultivierung mit Entwässerungen und der Torfabbau ein. Im Lauf des 19. Jahrhunderts wurde das Grabensystem im Moos immer weiter ausgebaut. Die Flüsse und das schon vorhandene Nordmünchner Kanalsystem boten sich dazu an. Der Rohstoff Torf („Schwarzes Gold“) wurde großflächig als preisgünstiges Brennmaterial für die Münchner Brauereien abgebaut. Durch die Entwässerung setzte der Moorboden seine in Jahrtausenden gespeicherten Nährstoffe frei. Vieh wurde aufgetrieben, mehrschnittige Wiesen geschaffen und letztendlich in Ackerland gewandelt. Teilweise entstanden Verkehr, Gewerbe- oder Siedlungsflächen. Der Verlust des Lebensraumes Moor führte zwangsläufig zu einem Verlust der Artenvielfalt.

### Im 19. Jahrhundert
Der historischen Ursprünglichkeit, Wildheit und Romantik dieser Landschaft ist es zu verdanken, dass Mitte des 19. Jahrhunderts, der Mode der Landschaftsmalerei en plein air zu malen folgend, Künstler das Dachauer Moos für sich entdeckten.

### Ab dem 20. Jahrhundert

Die Maisach bei Bergkirchen: Extensive Grasflächennutzung im Dachauer Moos

Zu Beginn des 20. Jahrhunderts wurden das Grabensystem immer weiter ausgebaut und die Fluss- und Bachläufe reguliert. Vor allem im Zuge der Arbeitslosigkeit in den 1920er Jahren wurde dies durch Arbeitsbeschaffungsmaßnahmen intensiv vorangetrieben, denn Dachau galt im Deutschen Reich als Notstandsgemeinde. Mit dem Bevölkerungswachstum in der zweiten Hälfte des 20. Jahrhunderts weiteten sich Siedlungsflächen von den Rändern her großräumig aus. Mitte des 20. Jahrhunderts verschwanden so die letzten Birkhühner, Sumpfohreulen und Bekassinen, ebenso Enziane, Orchideen und viele andere heute bayernweit gefährdete und vom Aussterben bedrohte Arten.
Das ursprüngliche, ehemals ungenutzte Dachauer Moos hat sich zu einer intensiv landwirtschaftlich genutzten Kulturlandschaft gewandelt. Unter anderem durch den Bau der Regattastrecke für die Olympiade 1972 wurde der Grundwasserstand großflächig weiter abgesenkt. Nass- und Streuwiesenlebensräume sind mittlerweile auf einen Bruchteil ihrer einstigen Ausdehnung zusammen geschrumpft. Viele moortypische Arten finden an den feuchten Ufern von Bächen und Gräben Rückzugs- und Überlebensräume. Die Entwässerung der Moorböden führt zu einer fortschreitenden Zersetzung der noch vorhandenen Torfe, wodurch kontinuierlich klimaschädliche Gase freigesetzt werden.
Teile des Mooses werden landwirtschaftlich genutzt durch extensive Wiesenwirtschaft oder Ackerbau. Im Moos gibt es zahlreiche Baumschulen.

## Besiedlung
Die historische Besiedlung des Moores kann man in unterschiedliche Siedlungstypen einteilen:
- Siedlung mit Kleinbauern-Anwesen (Siedlungstyp Straßensiedlung) entlang eines Dammes im Moor (Beispiele: Neuhimmelreich, Eschenried, Ludwigsfeld, Bergkirchen-Lus, Hackermoos, Riedmoos oder Badesfeld)
- Siedlung an den Hügelzugen des nördlichen Hügellandes knapp oberhalb des Mooses (Beispiele: Überacker, Palsweis, Bergkirchen, Günding, Mitterndorf, Hebertshausen oder Fürholzen)
- flächige, expansive Siedlung im Moos (Beispiele: Olching, Karlsfeld, Feldmoching, Unter- und Oberschleißheim, Eching oder Neufahrn bei Freising).

## Bedeutung für Künstler und die Künstlerkolonie Dachau

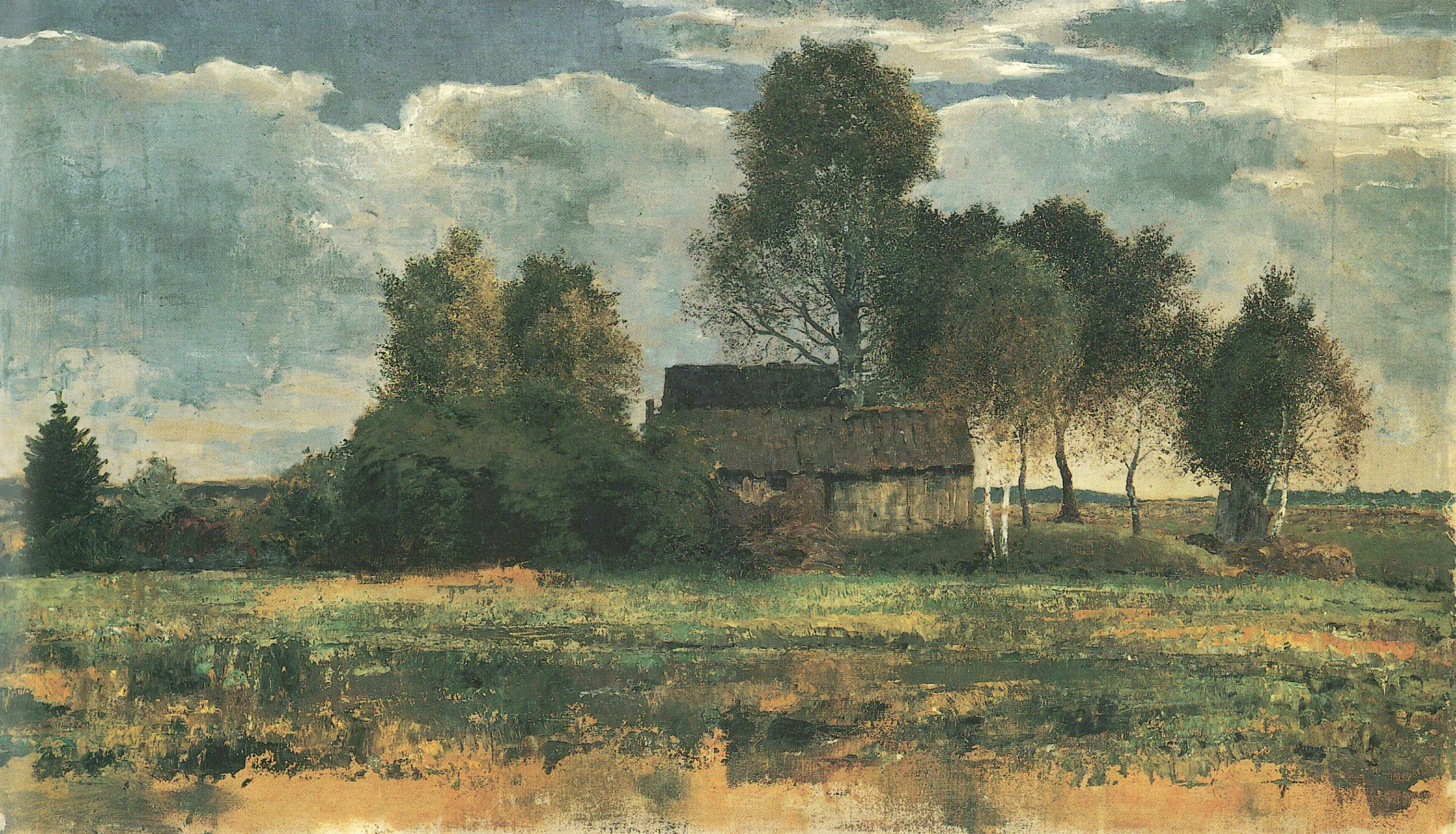
Franz Marc: Moorhütten im Dachauer Moos (1902)

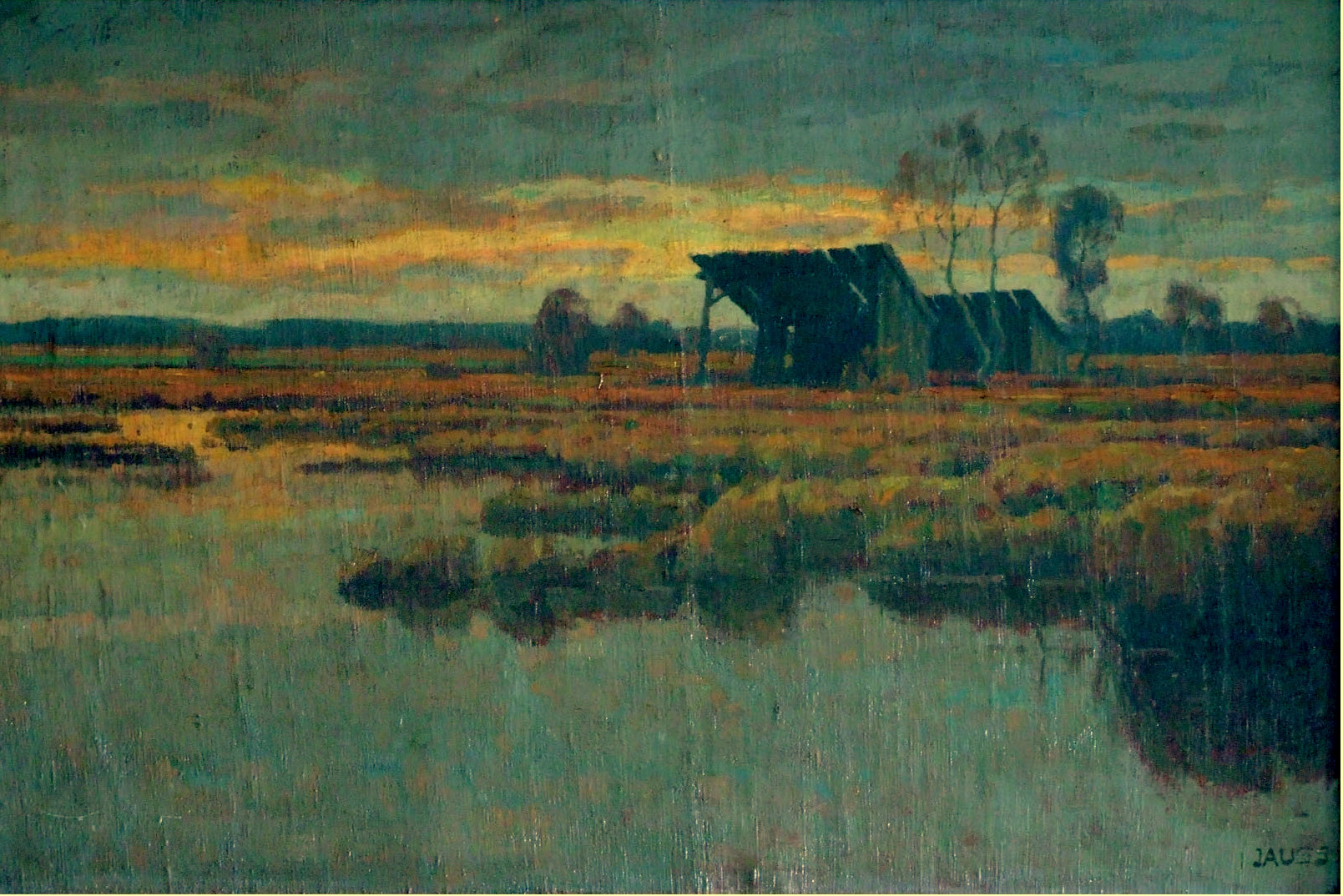
Georg Jauss: Abendstimmung im Dachauer Moor (mit den typischen Moorschuppen)

Aufgrund seiner reizvollen landschaftlichen Gegebenheiten und der besonderen wetterbedingten Lichtverhältnisse und Stimmungen zog das Dachauer Moos vom 19. Jahrhundert bis etwa zum Kriegsbeginn 1914 zahlreiche Künstler an. Sicherlich spielte auch die günstige Lage vor den Toren der Stadt München mit seiner Kunstakademie eine Rolle und auch die Eisenbahnverbindung zum Markt Dachau.
Diese Landschaftsmaler sind der später der Moderne zugeneigte Künstler, wie Franz Marc, sowie auch Rudolf Epp, der Maler Christian Morgenstern und der berühmte Anekdotenmaler Carl Spitzweg, aber auch Berühmtheiten wie Eduard Schleich, Adolf Hölzel, Ludwig Dill, Philipp Röth, der Chronist des Bauerntums Wilhelm Leibl und die Landschaftsmaler Johann Georg von Dillis und Arthur Langhammer, die dort zahlreiche Anregungen für ihre Motive fanden und aufgrund ihrer hohen Anzahl die Künstlerkolonie Dachau gründeten. Aus den Kunstwerken, die u. a. Alltagsszenen im Dachauer Moos dokumentieren, kann man auch gut die Nutzung dieses Gebietes studieren. So findet man Darstellungen von der Jagd, Land- und Viehwirtschaft, dem Kies- oder Torfabbau, Baugrundaushebungen oder Schilf- und Heuernten, um nur einige zu nennen, die neben den zahlreichen, reinen Landschaftsdarstellungen entstanden sind. Die ausgezeichneten Werke dieser Künstler können heute in der Dachauer Gemäldegalerie besichtigt werden.
Der Buchautor und langjährige Bürgermeister der Stadt Dachau Lorenz J. Reitmeier hat das umfangreiche Schaffen in einem mehrteiligen Kunstband festgehalten und somit diese überregional bekannte Malerkulisse des 19. Jahrhunderts, neben der Künstlerkolonie Worpswede auch die wohl bedeutendste in Deutschland, umfassend dokumentiert und für die breite Öffentlichkeit zugänglich gemacht. Somit hat das Dachauer Moos aufgrund seiner einzigartigen landschaftlichen Schönheit auch kulturgeschichtliche Bedeutung erlangt.